# As Is
As Is (como es) se trata de una obra de teatro escrita por William M. Hoffman.
La obra fue producida por Circle Repertory Company (Circle Rep) y The Glines, y dirigida por Marshall W. Mason. Se estrenó el 10 de marzo de 1985 en el teatro Circle Rep en la ciudad de Nueva York, donde tuvo 49 presentaciones.
La subsiguiente producción, ya en Broadway, fue producida por John Glines, Lawrence Lane, Lucille Lortel y la Organización Shubert, y se estrenó el 1 de mayo de 1985 en el Lyceum Theatre, donde tuvo 285 representaciones después de seis preeestrenos. El elenco incluyó a Robert Carradine, Jonathan Hadary, Jonathan Hogan, Lou Liberatore, Ken Kliban y Claris Erickson.

## Resumen de la trama
As Is retrata el efecto  que el VIH/sida, una epidemia relativamente nueva en la década de 1980, tiene en un grupo de amigos que viven en la ciudad de Nueva York. Fue una de las primeras obras de teatro y posterior película de televisión, que describió cómo la epidemia estaba afectando a los gays estadounidenses . As Is se estrenó poco antes de la obra de Larry Kramer sobre el VIH/sida, The Normal Heart, la cual se interpretó por primera vez el 21 de abril de 1985.
Esta pieza representa a una pareja gay, Saul y Rich, que abren la obra con su separación. La firme decisión de Rich de separarse cambia, cuando vuelve con Saúl después de saber que contrajo VIH/sida de su nuevo amante. Buscando apoyo emocional, Rich logra mostrar cómo las personas con VIH/sida fueron tratadas en EE. UU. por sus familias, los médicos y los amigos. Sus actitudes impersonales y distantes, llevan a Rich a reconocer la importancia de la pareja para los gays.

## Adaptación cinematográfica
En 1986, Hoffman adapta la obra para una producción de televisión dirigida por Michael Lindsay-Hogg protagonizada por Hadary, Carradine y Colleen Dewhurst. Tanto Hadary como Carradine fueron nominados para los Premios CableACE, que otorgaba la industria de la televisión por cable.

## Premios y reconocimientos
Premios
- 1985 Drama Desk Award por obra nueva de teatro sobresaliente

Nominaciones
- 1985 Premio Tony a mejor obra de teatro

## Reestrenos

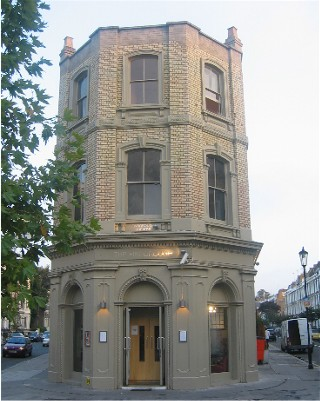
Teatro Finborough de Londres

En 2010, la Apple Core Theatre Company de Nueva York produjo un reestreno de la pieza. En tanto, la obra también fue producida por el Teatro Finborough de Londres, bajo la dirección de Andrew Keates. La producción londinense fue elegida como mejor obra de teatro por los críticos de la edición londinense de la revista gay Time Out , y se transfirió a los Trafalgar Studios en 2015.